# 13-й армійський корпус (Третій Рейх)
XIII (13-й) армі́йський ко́рпус (нім. XIII. Armeekorps) — армійський корпус Вермахту за часів Другої світової війни.

## Історія
XIII армійський корпус був сформований 1 жовтня 1937 у 7-му військовому окрузі (нім. Wehrkreis VII) в Нюрнберзі.

## Райони бойових дій
- Польща (вересень — грудень 1939);
- Німеччина (грудень 1939 — травень 1940);
- Франція (травень — липень 1940);
- Нідерланди (липень 1940 — березень 1941);
- Німеччина (Східна Пруссія) (березень — червень 1941);
- СРСР (центральний напрямок) (червень 1941 — червень 1942);
- СРСР (південний напрямок) (червень 1942 — липень 1944);
- Німеччина (січень — травень 1945).

## Командування

### Командири
1-ше формування
- генерал кавалерії імперський барон Максиміліан фон Вайкс (нім. Maximilian Reichsfreiherr von Weichs) (1 жовтня 1937 — 26 жовтня 1939);
- генерал-полковник Генріх фон Фітингоф (нім. Heinrich von Vietinghoff-Scheel) (26 жовтня 1939 — 25 жовтня 1940);
- генерал від інфантерії Ганс-Густав Фельбер (нім. Hans Felber) (25 жовтня 1940 — 13 січня 1942);
- генерал-лейтенант Отто-Ернст Оттенбахер (нім. Otto-Ernst Ottenbacher) (13 січня — 21 квітня 1942), ТВО;
- генерал від інфантерії Еріх Штраубе (нім. Erich Straube) (21 квітня 1942 — 20 лютого 1943);
- генерал від інфантерії Фрідріх Зіберт (нім. Friedrich Siebert) (20 лютого — 7 вересня 1943);
- генерал від інфантерії Артур Гауффе (нім. Arthur Hauffe) (7 вересня 1943 — 25 квітня 1944);
- генерал-лейтенант Йоганнес Блок (нім. Johannes Block) (25 квітня — 5 червня 1944), ТВО;
- генерал від інфантерії Артур Гауффе (5 червня — 22 липня 1944);

2-ге формування
- генерал від інфантерії Ганс-Густав Фельбер (8 січня — 12 лютого 1945);
- генерал-лейтенант граф Ральф фон Оріола (нім. Ralph Graf von Oriola) (12 лютого — 31 березня 1945);
- генерал-лейтенант Макс Борк (нім. Max Bork) (31 березня — 15 квітня 1945);
- генерал від інфантерії Вальтер Гам (нім. Walther Hahm) (15 1943 — 20 квітня 1945);
- генерал артилерії Вальтер Люхт (нім. Walther Lucht) (20 квітня — капітуляція).

## Бойовий склад 13-го армійського корпусу
Формування управління, забезпечення та підтримки
- 17-те артилерійське командування (Arko 17), з 1940 - Arko 139, у вересні 1943 - Arko 413,
- 413-те управління корпусного постачання (Korps-Nachschubtruppen 413);
- 53-й корпусний батальйон зв'язку (Korps-Nachrichten-Abteilung 53).

- 10-та піхотна дивізія (10. Infanterie-Division).

- 10-та піхотна дивізія;
- 17-та піхотна дивізія (17. Infanterie-Division);
- Лейбштандарте-СС «Адольф Гітлер» (Leibstandarte SS "AH").

- 17-та піхотна дивізія;
- 58-ма піхотна дивізія (58. Infanterie-Division).

- 17-та піхотна дивізія;
- 21-ша піхотна дивізія (21. Infanterie-Division);
- 260-та піхотна дивізія (260. Infanterie-Division).

- 17-та піхотна дивізія;
- 35-та піхотна дивізія (35. Infanterie-Division).

- 134-та піхотна дивізія (134. Infanterie-Division);
- 137-ма піхотна дивізія (137. Infanterie-Division).

- 78-ма піхотна дивізія (78. Infanterie-Division).

- 1-ша піхотна дивізія (1. Infanterie-Division);
- 17-та піхотна дивізія;
- 131-ша піхотна дивізія (131. Infanterie-Division);
- 162-га піхотна дивізія (162. Infanterie-Division);
- 167-ма піхотна дивізія (167. Infanterie-Division).

- 17-та піхотна дивізія;
- 134-та піхотна дивізія;
- 260-та піхотна дивізія.

- 17-та піхотна дивізія;
- 260-та піхотна дивізія.

- 260-та піхотна дивізія;
- 268-ма піхотна дивізія (268. Infanterie-Division);
- 2/3 52-ї піхотної дивізії (52. Infanterie-Division).

- 34-та піхотна дивізія (34. Infanterie-Division);
- 98-ма піхотна дивізія (98. Infanterie-Division);
- 260-та піхотна дивізія;
- 263-тя піхотна дивізія (263. Infanterie-Division).

- 260-та піхотна дивізія;
- 263-тя піхотна дивізія.

- 82-га піхотна дивізія (82. Infanterie-Division);
- 385-та піхотна дивізія (385. Infanterie-Division);
- 11-та танкова дивізія (11. Panzer-Division).

- 82-га піхотна дивізія;
- 88-ма піхотна дивізія (88. Infanterie-Division);
- 385-та піхотна дивізія.

- 68-ма піхотна дивізія (68. Infanterie-Division);
- 82-га піхотна дивізія;
- 340-ва піхотна дивізія (340. Infanterie-Division);
- 377-ма піхотна дивізія (377. Infanterie-Division).

- 26-та піхотна дивізія (26. Infanterie-Division);
- 82-га піхотна дивізія;
- 88-ма піхотна дивізія;
- 327-ма піхотна дивізія (327. Infanterie-Division);
- 340-ва піхотна дивізія.

- 82-га піхотна дивізія;
- 327-ма піхотна дивізія;
- 340-ва піхотна дивізія;
- частини 377-ї піхотної дивізії.

- 183-тя піхотна дивізія (183. Infanterie-Division);
- 208-ма піхотна дивізія (208. Infanterie-Division);
- 340-ва піхотна дивізія.

- 68-ма піхотна дивізія;
- 340-ва піхотна дивізія;
- Бойові групи:
  - 208-ї піхотної дивізії;
  - 7-ї танкової дивізії;
  - 213-ї дивізії охорони (213. Sicherungs-Division);
- кавалерійський полк «Південь» (Kavallerie-Regiment Süd).

- 167-ма фольксгренадерська дивізія (167. Volks-Grenadier-Division);
- 276-та фольксгренадерська дивізія (276. Volks-Grenadier-Division);
- 326-та фольксгренадерська дивізія (326. Volks-Grenadier-Division);
- 340-ва фольксгренадерська дивізія (340. Volks-Grenadier-Division);
- 2-га танкова дивізія (2. Panzer-Division).

- 2-га танкова дивізія;
- 79-та фольксгренадерська дивізія (79. Volks-Grenadier-Division);
- 352-га фольксгренадерська дивізія (352. Volks-Grenadier-Division);
- Частини:
  - 9-ї фольксгренадерської дивізії (9. Volks-Grenadier-Division);
  - 276-ї фольксгренадерської дивізії.